# Jonáš Záborský

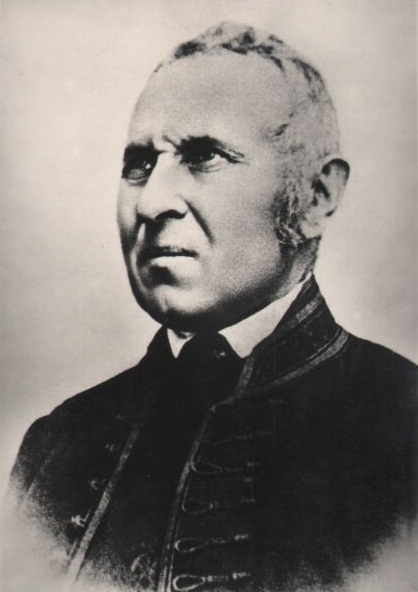
Jonáš Záborský (1866)

Jonáš Záborský (* 3. Februar 1812 in Záborie, Komitat Turz, Kaisertum Österreich, heute Slowakei; † 23. Januar 1876 in Župčany, Komitat Sáros, Österreich-Ungarn, heute Slowakei) war ein slowakischer Dichter, Dramatiker, Journalist, Priester und Schriftsteller.

## Werdegang
Záborský kam in einer armen landadligen Familie zur Welt. Seine Ausbildung erhielt er an den Volksschulen in Záborie, Horné Jaseno und Záturčie (heute Teil der Stadt Martin), später an den Gymnasien in Necpaly und Gemer, am Gymnasium in Kesmark und schließlich am evangelischen Kollegium in Eperies. Nach dem Studienabschluss im Jahr 1834 ging er ins Dorf Pozdišovce als Kaplan, studierte aber noch einmal Fach Theologie an der Martin-Luther-Universität Halle-Wittenberg von 1838 bis 1840. Dort lernte er den späteren Anführer der slowakischen Nationalbewegung, Ľudovít Štúr, kennen, wurde aber wegen starker Meinungsdifferenzen und ablehnender Haltung gegenüber der romantisch gesinnten Bewegung nicht Teil dieser, später lehnte er die Orientierung der slowakischen Nationalbewegung auf Wien ab. Nach der Rückkehr aus Halle wirkte er kurz als Kaplan in Liptovský Mikuláš, ging aber gleich danach als Pfarrer nach Rankovce. Verschiedene Schwierigkeiten führten dazu, dass Záborský 1842 den römisch-katholischen Glauben annahm und 1843 nach Kaschau als deutschsprachiger Kaplan ging.
Während der Revolution von 1848/49 wurde er wegen einer Kopie des slowakischen Nationalprogramms Žiadosti slovenského národa (deutsch Anforderungen der slowakischen Nation) inhaftiert. Danach wirkte er kurz als Professor an der Rechtsakademie in Kaschau. Von 1850 bis 1853 war er als Redakteur der regierungsnahen Zeitung Slovenské noviny in Wien, doch unter dem Druck der Zensur in der neoabsolutistischen Ära Bach verließ er die Zeitung und wurde stattdessen Pfarrer der armen Pfarrei Župčany und lebte dort bis zu seinem Tod im Jahr 1876.

## Werk
Sein frühes Schaffen bestand vor allem aus klassizistischer Poesie und unterschied sich deutlich von der romantisch geprägten Generation um Ľudovít Štúr und hielt auf älterem, dem Tschechischen ähnlichen slowakischen Sprachstandard fest. Nach einer längeren Pause in den 1850er Jahren begann er doch die Štúr-Schriftsprache zu nutzen und setzte sich vor allem als realistischer Prosaist und Dramatiker durch, trotzdem blieb er von den Zeitgenossen eher geächtet. Seine Dramen widmen sich vor allem der slowakischen, aber auch slawischen Geschichte. Aus den Prosawerken sind das autobiographisch verfasste Werk Panslavistický farár („Der panslawistische Pfarrer“) und die Erzählung Dva dni v Chujave („Zwei Tage in Chujava“), wo Záborský nach seiner Erfahrungen einerseits die Rückständigkeit eines slowakischen Dorfes zeigt, andererseits das mögliche soziale Aufblühen des gleichen Dorfes.

### Poesie
- 1836: Na Slowáků („An die Slowaken“)
- 1840 / 1866: Bájky („Fabeln“)
- 1851 Žehry („Epigramme“)
- 1851 V otázce časoměru
- 1853 Múdrosť života v chrámových řečech
- 1862 Zhovor drotára Fedora
- 1863 Vstúpenie Krista do Raja

### Prosa (unvollständig)
- 1864: Chruňo a Mandragora („Chruňo und Mandragora“)
- 1864: Faustiáda („Faustiade“), erst 1912 veröffentlicht
- 1864: Mroč
- 1866: Šofránkovci („Die Šofráneks“)
- 1870: Panslavistický farár („Der panslawistische Pfarrer“)
- 1870: Hlovík medzi vzbúreným ľudom („Hlovík unter dem aufgewiegelten Volke“)
- 1873: Dva dni v Chujave („Zwei Tage in Chujava“) in zwei Teilen: Deň škaredý („Ein hässlicher Tag“) und Deň pekný („Ein schöner Tag“)

### Drama (unvollständig)
- 1862: Holub
- 1865: Básne dramatické („Dramatische Dichtungen“)
- 1865: Najdúch („Das Findelkind“)
- 1865: Budín
- 1866: Lžedimitrijady čili Búrky lžedimitrijovské v Rusku („Lügendemetriaden oder die Wirren des falschen Dmitri in Russland“)
- 1870: Divadelné hry Jonáša Záborského („Theaterstücke von Jonáš Záborský“)
- 1873/1874 Bitka pri Rozhanovciach („Schlacht bei Rozhanovce“)

### Sonstige Werke
- 1875: Dejiny kráľovstva uhorského od počiatku do časov Žigmundových („Die Geschichte des Königreichs Ungarn vom Anfang bis zur Zeit von Sigismund“, nur als Manuskript, erst 2012 als Buch herausgegeben)

## Würdigung
Seit 1954 trägt ein Theater in Prešov den Namen Divadlo Jonáša Záborského (wörtlich Jonáš-Záborský-Theater).